# La guerra del arte
La guerra del arte, llamado The War of Art en su versión original, es el decimoquinto episodio de la vigesimoquinta temporada de la serie animada Los Simpson, y el 545 de la misma. Fue escrito por Matt Selman y Al Jean y dirigido por Steven Dean Moore, y se emitió en Estados Unidos el 23 de marzo de 2014 por FOX. La estrella invitada fue Max von Sydow como Klaus Ziegler. En este episodio, los Simpson compran una pintura a los Van Houten que es muy valiosa.

## Sinopsis
Comienza cuando Lisa adopta un conejillo de indias como mascota. Ella hace una parodia de su hábitat: pasto del Perú, una alfombra incaica y una imagen de la vicepresidenta peruana Marisol Espinoza, pero el roedor escapa y rompe el marco de la imagen de un barco de la familia. 
Entonces, Homer y Marge van a una subasta de la Familia Van Houten y compran una pintura por 20 dólares. Lisa, luego, descubre que la pintura tenía la firma de su autor bajo el marco: Johan Oldenveldt, un pintor francés. Por eso, deciden ir a una casa de subastas, donde les dicen que el precio del cuadro oscila entre los 80.000 y los 100.000 dólares. Marge sugiere dividir el dinero con los Van Houten después de venderlo, pero Homer está muy de desacuerdo. Finalmente, Homer hace entender a su esposa que si ellos le dieran una parte del dinero a Kirk y Luann ellos se arrepentirían toda la vida por haberlo vendido a un precio tan bajo, por lo que era mejor no darles nada. Milhouse estaba observándolos hablar y para callarlo, los Simpson lo llevan a la juguetería. Pero Milhouse confiesa ante sus padres y ellos rompen su amistad con Marge y Homer. Luego de ver una entrevista a los Van Houten transmitida por el noticiario, una parte de la ciudad está de acuerdo con los Simpson y otra, en contra. 
Cuando van a venderla, Dawn, la antigua novia de Kirk, dice que esa pintura le pertenece. Luego en la casa Simpson, alojan a Kirk y este confiesa que, en realidad, él compró el cuadro en un café de Isla Verde, Puerto Rico, y esa noche ella huyó con un instructor de parapente. La pintura no era de Dawn. 
Por esto, Homer y Lisa viajan a Puerto Rico. Allí van al café y la empleada dice que recordaba haber vendido esa pintura a Kirk. Entonces, Homer se alegra porque la pintura era suya, pero un anciano llamado Klaus Ziegler le dice que esa pintura no es más que el paisaje de la isla pintada por él. Después, Homer se da cuenta de que la pintura no vale nada y le pide tres pinturas, una de ellas de la familia Van Houten, que Kirk le regala a Luann para que lo perdone, otra del velero que el conejillo había roto, y por último el de una rocola que Homer había visto en la subasta de los Van Houten.